# 民政
| ウィキペディアには「民政」という見出しの百科事典記事はありません（タイトルに「民政」を含むページの一覧/「民政」で始まるページの一覧）。 代わりにウィクショナリーのページ「民政」が役に立つかもしれません。 |